# Čagona
Čagona este o localitate din comuna Cerkvenjak, Slovenia, cu o populație de 237 de locuitori.